# Жуков-Вережников, Николай Николаевич
Николай Николаевич Жу́ков-Вере́жников (25 июля 1908, Акша, Забайкальская область, Российская империя — 26 февраля 1981, Москва, СССР) — советский микробиолог и иммунолог. Академик АМН СССР.

## Биография
Родился 12 (25 июля) 1908 года в Акше (ныне Забайкальский край) в семье Николая Николаевича Жукова и Анны Васильевны Овчинниковой. Внук Николая Михайловича Жукова, управляющего рудником Горный Зерентуй, Забайкалье, и племянник врача, педагога и просветителя Анны Николаевны Бек (24.11.1869-22.04.1954) и педагога, деятеля детского движения и скульптора Иннокентия Николаевича Жукова (17.10.1875 - 05.11.1948). В 1920-х годах приехал в Москву на учёбу. Окончил медицинский факультет 2-го Московского университета (1930). В 1932—1948 годах работал в различных научно-исследовательских учреждениях Саратова и Ростова-на-Дону. В 1948 году организовал и возглавил лабораторию экспериментальной иммунобиологии в Институте экспериментальной биологии АМН СССР. С 1948 по 1950 год — директор института. Создал живую противочумную вакцину (1944).
Провёл большую работу в комиссиях по раскрытию военных преступлений. В 1949 году в качестве Главного судебно-медицинского эксперта выступал на Хабаровском процессе японских военных преступников.
В 1952 году стал заместителем министра Министерства здравоохранения СССР. С 1955 по 1981 год занимал должность заведующего отделом иммунобиологии Института экспериментальной биологии АМН СССР.
Академик АМН СССР (1948—1981); её вице-президент (1949—1953).
Разделял научные взгляды Т. Д. Лысенко. Был одним из докладчиков-обвинителей на «павловской сессии».
Скончался 26 февраля 1981 года в Москве. Похоронен на 20-м участке Ваганьковского кладбища.

## Научные работы
Основные научные работы посвящены проблемам общей и экспериментальной иммунологии и микробиологии.
- Исследовал чуму и холеру и предложил методы профилактики этих болезней.
- 1944 — Создал живую противочумную вакцину.
- Разрабатывал метод лечения лёгочной чумы.
- Выдвинул теорию видообразующей изменчивости бактерий.
- Разрабатывал принцип получения вакцин против гриппа.

## Награды и премии
- Сталинская премия второй степени (1950) — за разработку метода лечения и профилактики инфекционных болезней
- заслуженный деятель науки РСФСР
- два ордена Ленина
- орден Октябрьской революции
- два ордена Трудового Красного Знамени
- медали